# Mirna Roldán
Mirna Patricia Roldán Gutiérrez (Ciudad Nezahualcóyotl, Estado de México; 14 de abril de 1988) es una mujer lesbiana, artista visual feminista. Ha participado en múltiples exposiciones individuales y colectivas y ha sido seleccionada para presentar su obra en el Ex Teresa Arte Actual y en la Bienal Internacional de Arte Universitario, entre otros eventos. Ha trabajado en la Unidad de Vinculación Artística del Centro Cultural Universitario Tlatelolco, como coordinadora de Vinculación Comunitaria.
Es integrante de la colectiva feminista Invasorix, es parte de la 13ª generación de la escuela de Derechos Humanos Fray Francisco de Vittoria, participó en la gestión cultural del espacio “Punto Gozadera”, y desde 2009 es parte del colectivo Bloque Rosa.

## Estudios
Estudió la Licenciatura y la Maestría en Artes Visuales en la Escuela Nacional de Artes Plásticas (ENAP) de la Universidad Nacional Autónoma de México, e hizo una estancia en el Programa de Estudios Independiente (PEI-MACBA, Museo de Arte Contemporáneo de Barcelona), en España.

## Participaciones
- 2015. Presenta “Comunidad Imaginaria. Cuerpos en Fuga” en el Ex Teresa Arte Actual, del Instituto Nacional de Bellas Artes.

- 2014. Coordinó el encuentro sobre Transfeminismos y disidencia sexo-genérica denominado Akelarre Cuir, en el Museo Universitario Arte Contemporáneo (MUAC) de la UNAM.

- 2013. Se presenta en Quiñonera con “El extraño familiar”.
- 2011. Participó en la Edición XXXI de Arte Joven.
- 2010. Fue seleccionada para la Bienal Internacional de Arte Universitario.
- Otras.

Ha desarrollado proyectos de intervención en el encuentro “Descolonizar el Museo en el MACBA, la galería independiente "El Palomar" y "Hangar", los tres en Barcelona, y en el centro cultural Sundblock- Berlin.
Participó en el grupo de investigación de Género y Sexualidad de la Maestría de Literatura Comparada en la Universidad Autónoma de Barcelona (UAB).

## Obra Comunidad imaginaria. Cuerpos en fuga
Se compone de 11 instalaciones acordadas entre los miembros de la comunidad para moldear hipótesis sobre la masculinidad, el arte, el ocio, las relaciones filiales y la irresponsabilidad. La exhibición está conformada por su propio archivo de documentos, video y fotografías que construyó con amigos y familiares por 5 años. 
Para una entrevista, Roldán comentó que la idea “es abrir una discusión en torno a los estudios de perfomance, sobre todo en la parte de los procesos, de la manera de registrar, de la manera en que el espacio escénico, no solo sea el espacio de museo, sino que las acciones perfomaticas sean fuera de los museos y cuyos registros se den en ellos". El curador, David Gutiérrez, mencionó: "Es una investigación artística sobre las alteridades de las familias, un trabajo que busca darle un nuevo sentido a la manera en que comprendemos las relaciones de género, sobre la masculinidad”.
Algunas de las piezas que conforman esta exhibición son:
- “Viaje a un cráter en la luna”, registro fotográfico. 2012
- “Un parque, una cinta” Video a dos pantallas, 1’29’’. 2010
- “Del eterno retorno”, Video monocanal, Loop 59’00’’. 2010
- “Liborio”, Video monocanal, 01’14’’. 2010
- “Tripas de perro”, Video monocanal, 5’44’’. 2010